# Élections cantonales de 1992 en Haute-Savoie
Les élections cantonales ont eu lieu les 22 et 29 mars 1992.
Lors de ces élections, 18 des 34 cantons de la Haute-Savoie ont été renouvelés. Elles ont vu la reconduction de la majorité UDF dirigée par Bernard Pellarin, président du conseil général depuis 1979.

## Résultats à l’échelle du département
Répartition départementale des résultats (2e tour).
- PS (4,17 %)
- Majorité (8,08 %)
- Verts (11,39 %)
- RPR (12,12 %)
- UDF (35,27 %)
- DVD (28,98 %)

| Étiquette      | Étiquette                          | Premier tour | Premier tour | Second tour | Second tour | Sièges |
| Étiquette      | Étiquette                          | Voix         | %            | Voix        | %           | Sièges |
| -------------- | ---------------------------------- | ------------ | ------------ | ----------- | ----------- | ------ |
|                | Majorité présidentielle            | 11 993       | 9,48         | 6 020       | 8,08        | 3      |
|                | Parti socialiste                   | 10 765       | 8,51         | 3 110       | 4,17        | 0      |
|                | Parti communiste français          | 5 984        | 4,73         |             |             |        |
| Gauche         | Gauche                             | 28 742       | 22,72        | 9 130       | 12,25       | 3      |
|                |                                    |              |              |             |             |        |
|                | Union pour la démocratie française | 30 485       | 24,11        | 26 285      | 35,27       | 6      |
|                | Divers droite                      | 30 335       | 23,99        | 21 597      | 28,98       | 6      |
|                | Front national                     | 16 109       | 12,74        |             |             |        |
|                | Rassemblement pour la République   | 6 798        | 5,38         | 9 034       | 12,12       | 3      |
| Droite         | Droite                             | 83 727       | 66,22        | 56 916      | 76,37       | 15     |
|                |                                    |              |              |             |             |        |
|                | Les Verts                          | 13 992       | 11,06        | 8 488       | 11,39       | 0      |
| Écologistes    | Écologistes                        | 13 992       | 11,06        | 8 488       | 11,39       | 0      |
|                |                                    |              |              |             |             |        |
| Inscrits       | Inscrits                           | 200 714      | 100,00       | 145 916     | 100,00      |        |
| Abstention     | Abstention                         | 68 399       | 34,08        | 65 511      | 44,90       |        |
| Votants        | Votants                            | 132 315      | 65,92        | 80 405      | 55,10       |        |
| Blancs et nuls | Blancs et nuls                     | 5 854        | 4,42         | 5 871       | 7,30        |        |
| Exprimés       | Exprimés                           | 126 461      | 95,58        | 74 534      | 92,70       |        |

## Résultats par canton

### Canton d'Abondance
| Candidats      | Candidats            | Étiquette      | Premier tour | Premier tour | Second tour | Second tour |
| Candidats      | Candidats            | Étiquette      | Voix         | %            | Voix        | %           |
| -------------- | -------------------- | -------------- | ------------ | ------------ | ----------- | ----------- |
|                | François Blanc*      | DVD            | 969          | 37,46        | 1 264       | 49,71       |
|                | André Crepy          | RPR            | 762          | 29,45        | 1 279       | 50,29       |
|                | Fernand Favre-Rochex | DVD            | 347          | 13,41        |             |             |
|                | Philippe Thoule      | DVD            | 301          | 11,64        |             |             |
|                | Richard Vaudaux      | DVD            | 96           | 3,71         |             |             |
|                | Jean-Philippe Roth   | FN             | 74           | 2,86         |             |             |
|                | Pierre Fournet Fayas | PCF            | 38           | 1,47         |             |             |
|                |                      |                |              |              |             |             |
| Inscrits       | Inscrits             | Inscrits       | 3 373        | 100,00       | 3 373       | 100,00      |
| Abstention     | Abstention           | Abstention     | 711          | 21,08        | 723         | 21,43       |
| Votants        | Votants              | Votants        | 2 662        | 78,92        | 2 650       | 78,57       |
| Blancs et nuls | Blancs et nuls       | Blancs et nuls | 75           | 2,82         | 107         | 4,04        |
| Exprimés       | Exprimés             | Exprimés       | 2 587        | 97,18        | 2 543       | 95,96       |

*sortant

### Canton d'Alby-sur-Chéran
| Candidats      | Candidats         | Étiquette      | Premier tour | Premier tour | Second tour | Second tour |
| Candidats      | Candidats         | Étiquette      | Voix         | %            | Voix        | %           |
| -------------- | ----------------- | -------------- | ------------ | ------------ | ----------- | ----------- |
|                | Fernand Peilloud* | PS             | 1 327        | 36,52        | 1 651       | 51,69       |
|                | Jean-Denis Roche  | UDF            | 1 255        | 34,53        | 1 543       | 48,31       |
|                | Michel Charles    | PCF            | 382          | 10,51        |             |             |
|                | Raymond Forget    | Verts          | 352          | 9,69         |             |             |
|                | Pierre Comet      | FN             | 318          | 8,75         |             |             |
|                |                   |                |              |              |             |             |
| Inscrits       | Inscrits          | Inscrits       | 5 484        | 100,00       | 5 484       | 100,00      |
| Abstention     | Abstention        | Abstention     | 1 730        | 31,55        | 2 141       | 39,04       |
| Votants        | Votants           | Votants        | 3 754        | 68,45        | 3 343       | 60,96       |
| Blancs et nuls | Blancs et nuls    | Blancs et nuls | 120          | 3,20         | 149         | 4,46        |
| Exprimés       | Exprimés          | Exprimés       | 3 634        | 96,80        | 3 194       | 95,54       |

*sortant

### Canton d'Annecy-Centre
| Candidats      | Candidats              | Étiquette      | Premier tour | Premier tour | Second tour | Second tour |
| Candidats      | Candidats              | Étiquette      | Voix         | %            | Voix        | %           |
| -------------- | ---------------------- | -------------- | ------------ | ------------ | ----------- | ----------- |
|                | Jean-Louis Corajoud*   | UDF            | 2 125        | 44,35        | 2 379       | 72,35       |
|                | Marie-Sylvaine Dequier | PS             | 701          | 14,63        | 909         | 27,65       |
|                | Michel Landrivon       | FN             | 686          | 14,32        |             |             |
|                | Francoise Rouge        | Verts          | 680          | 14,19        |             |             |
|                | Henri Larget           | DVD            | 434          | 9,06         |             |             |
|                | Philippe Metral Boffod | PCF            | 165          | 3,44         |             |             |
|                |                        |                |              |              |             |             |
| Inscrits       | Inscrits               | Inscrits       | 8 554        | 100,00       | 8 554       | 100,00      |
| Abstention     | Abstention             | Abstention     | 3 580        | 41,85        | 4 946       | 57,82       |
| Votants        | Votants                | Votants        | 4 974        | 58,15        | 3 608       | 42,18       |
| Blancs et nuls | Blancs et nuls         | Blancs et nuls | 183          | 3,68         | 320         | 8,87        |
| Exprimés       | Exprimés               | Exprimés       | 4 791        | 96,32        | 3 288       | 91,13       |

*sortant

### Canton d'Annecy-le-Vieux
| Candidats      | Candidats                    | Étiquette      | Premier tour | Premier tour | Second tour | Second tour |
| Candidats      | Candidats                    | Étiquette      | Voix         | %            | Voix        | %           |
| -------------- | ---------------------------- | -------------- | ------------ | ------------ | ----------- | ----------- |
|                | Bernard Accoyer              | DVD            | 4 336        | 30,29        | 6 340       | 61,28       |
|                | Jean Brocard*                | UDF            | 4 036        | 28,19        | 4 006       | 38,72       |
|                | Christophe Onillon           | Verts          | 2 126        | 14,85        |             |             |
|                | Alain Pitte                  | PS             | 1 799        | 12,57        |             |             |
|                | Marie-Christine Saint-Julien | FN             | 1 557        | 10,88        |             |             |
|                | Robert Garrette              | PCF            | 461          | 3,22         |             |             |
|                |                              |                |              |              |             |             |
| Inscrits       | Inscrits                     | Inscrits       | 21 818       | 100,00       | 21 779      | 100,00      |
| Abstention     | Abstention                   | Abstention     | 6 942        | 31,82        | 10 181      | 46,75       |
| Votants        | Votants                      | Votants        | 14 876       | 68,18        | 11 598      | 53,25       |
| Blancs et nuls | Blancs et nuls               | Blancs et nuls | 561          | 3,77         | 1 252       | 10,79       |
| Exprimés       | Exprimés                     | Exprimés       | 14 315       | 96,23        | 10 346      | 89,21       |

*sortant

### Canton d'Annecy-Nord-Ouest
| Candidats      | Candidats         | Étiquette      | Premier tour | Premier tour | Second tour | Second tour |
| Candidats      | Candidats         | Étiquette      | Voix         | %            | Voix        | %           |
| -------------- | ----------------- | -------------- | ------------ | ------------ | ----------- | ----------- |
|                | Alain Veyret*     | UDF            | 4 515        | 34,66        | 5 525       | 58,55       |
|                | Vincent Baudoin   | Verts          | 2 024        | 15,54        | 3 912       | 41,45       |
|                | Jacques Vassieux  | FN             | 1 757        | 13,49        |             |             |
|                | Patrick Leconte   | PS             | 1 744        | 13,39        |             |             |
|                | Charles Denu      | PS             | 1 193        | 9,16         |             |             |
|                | Jean Moget        | PCF            | 962          | 7,38         |             |             |
|                | Patrick Fabregues | DVD            | 832          | 6,39         |             |             |
|                |                   |                |              |              |             |             |
| Inscrits       | Inscrits          | Inscrits       | 21 882       | 100,00       | 21 881      | 100,00      |
| Abstention     | Abstention        | Abstention     | 8 121        | 37,11        | 11 399      | 52,10       |
| Votants        | Votants           | Votants        | 13 761       | 62,89        | 10 482      | 47,90       |
| Blancs et nuls | Blancs et nuls    | Blancs et nuls | 734          | 5,33         | 1 045       | 9,97        |
| Exprimés       | Exprimés          | Exprimés       | 13 027       | 94,67        | 9 437       | 90,03       |

*sortant

### Canton d'Annemasse-Nord
| Candidats      | Candidats                   | Étiquette      | Premier tour | Premier tour |
| Candidats      | Candidats                   | Étiquette      | Voix         | %            |
| -------------- | --------------------------- | -------------- | ------------ | ------------ |
|                | Raymond Bardet*             | DVD            | 5 039        | 50,23        |
|                | Marguerite-Marie Dinguirard | Verts          | 1 770        | 17,64        |
|                | Bernadette Gaillard         | FN             | 1 526        | 15,21        |
|                | Christiane Meyer            | PS             | 1 288        | 12,84        |
|                | Georges Bourchanin          | PCF            | 409          | 4,08         |
|                |                             |                |              |              |
| Inscrits       | Inscrits                    | Inscrits       | 17 129       | 100,00       |
| Abstention     | Abstention                  | Abstention     | 6 644        | 38,79        |
| Votants        | Votants                     | Votants        | 10 485       | 61,21        |
| Blancs et nuls | Blancs et nuls              | Blancs et nuls | 453          | 4,32         |
| Exprimés       | Exprimés                    | Exprimés       | 10 032       | 95,68        |

*sortant

### Canton de Cluses
| Candidats      | Candidats        | Étiquette      | Premier tour | Premier tour |
| Candidats      | Candidats        | Étiquette      | Voix         | %            |
| -------------- | ---------------- | -------------- | ------------ | ------------ |
|                | Pierre Devant*   | DVD            | 4 442        | 60,26        |
|                | Dominique Martin | FN             | 1 878        | 25,47        |
|                | Geneviève Joly   | PS             | 792          | 10,74        |
|                | Paul Bechet      | PCF            | 260          | 3,53         |
|                |                  |                |              |              |
| Inscrits       | Inscrits         | Inscrits       | 11 704       | 100,00       |
| Abstention     | Abstention       | Abstention     | 3 994        | 34,13        |
| Votants        | Votants          | Votants        | 7 710        | 65,87        |
| Blancs et nuls | Blancs et nuls   | Blancs et nuls | 338          | 4,38         |
| Exprimés       | Exprimés         | Exprimés       | 7 372        | 95,62        |

*sortant

### Canton de Douvaine
| Candidats      | Candidats         | Étiquette      | Premier tour | Premier tour | Second tour | Second tour |
| Candidats      | Candidats         | Étiquette      | Voix         | %            | Voix        | %           |
| -------------- | ----------------- | -------------- | ------------ | ------------ | ----------- | ----------- |
|                | François Mugnier* | DVD            | 2 990        | 43,16        | 3 647       | 66,67       |
|                | Marcel Hauteville | DVD            | 1 052        | 15,18        | 1 823       | 33,33       |
|                | Charles Dumont    | Verts          | 958          | 13,83        |             |             |
|                | Laurent Gualtieri | PS             | 663          | 9,57         |             |             |
|                | Jean-Michel Roth  | FN             | 597          | 8,62         |             |             |
|                | Guy Soliveau      | PS             | 342          | 4,94         |             |             |
|                | Laurent Carraud   | PCF            | 326          | 4,71         |             |             |
|                |                   |                |              |              |             |             |
| Inscrits       | Inscrits          | Inscrits       | 10 978       | 100,00       | 10 989      | 100,00      |
| Abstention     | Abstention        | Abstention     | 3 749        | 34,15        | 5 171       | 47,06       |
| Votants        | Votants           | Votants        | 7 229        | 65,85        | 5 818       | 52,94       |
| Blancs et nuls | Blancs et nuls    | Blancs et nuls | 301          | 4,16         | 348         | 5,98        |
| Exprimés       | Exprimés          | Exprimés       | 6 928        | 95,84        | 5 470       | 94,02       |

*sortant

### Canton de Faverges
| Candidats      | Candidats          | Étiquette      | Premier tour | Premier tour | Second tour | Second tour |
| Candidats      | Candidats          | Étiquette      | Voix         | %            | Voix        | %           |
| -------------- | ------------------ | -------------- | ------------ | ------------ | ----------- | ----------- |
|                | Jacques Dalex      | PS             | 1 198        | 23,07        | 2 201       | 47,14       |
|                | Pierre Losserand   | RPR            | 1 150        | 22,14        | 2 468       | 52,86       |
|                | Alain Lathuraz     | PS             | 782          | 15,06        | Retrait     | Retrait     |
|                | Jean-Marie Dufour  | DVD            | 690          | 13,28        |             |             |
|                | Jean-Charles Violi | PS             | 648          | 12,48        |             |             |
|                | Philippe Metral    | FN             | 518          | 9,97         |             |             |
|                | Marcel Amprimo     | PCF            | 208          | 4,00         |             |             |
|                |                    |                |              |              |             |             |
| Inscrits       | Inscrits           | Inscrits       | 7 446        | 100,00       | 7 446       | 100,00      |
| Abstention     | Abstention         | Abstention     | 2 051        | 27,54        | 2 413       | 32,41       |
| Votants        | Votants            | Votants        | 5 395        | 72,46        | 5 033       | 67,59       |
| Blancs et nuls | Blancs et nuls     | Blancs et nuls | 201          | 3,73         | 364         | 7,23        |
| Exprimés       | Exprimés           | Exprimés       | 5 194        | 96,27        | 4 669       | 92,77       |

### Canton de Frangy
| Candidats      | Candidats             | Étiquette      | Premier tour | Premier tour | Second tour | Second tour |
| Candidats      | Candidats             | Étiquette      | Voix         | %            | Voix        | %           |
| -------------- | --------------------- | -------------- | ------------ | ------------ | ----------- | ----------- |
|                | Roger Vionnet*        | DVD            | 1 297        | 47,65        | 1 542       | 62,89       |
|                | Henri Coutet          | UDF            | 547          | 20,10        | 910         | 37,11       |
|                | Jean-Pierre Descombes | DVD            | 540          | 19,84        | Retrait     | Retrait     |
|                | Antoine de Almeida    | FN             | 202          | 7,42         |             |             |
|                | Jean-Louis Paget      | PCF            | 136          | 5,00         |             |             |
|                |                       |                |              |              |             |             |
| Inscrits       | Inscrits              | Inscrits       | 3 855        | 100,00       | 3 855       | 100,00      |
| Abstention     | Abstention            | Abstention     | 1 027        | 26,64        | 1 297       | 33,64       |
| Votants        | Votants               | Votants        | 2 828        | 73,36        | 2 558       | 66,36       |
| Blancs et nuls | Blancs et nuls        | Blancs et nuls | 106          | 3,75         | 106         | 4,14        |
| Exprimés       | Exprimés              | Exprimés       | 2 722        | 96,25        | 2 452       | 95,86       |

*sortant

### Canton de Reignier
| Candidats      | Candidats         | Étiquette      | Premier tour | Premier tour |
| Candidats      | Candidats         | Étiquette      | Voix         | %            |
| -------------- | ----------------- | -------------- | ------------ | ------------ |
|                | Maurice Sonnerat* | PS             | 3 296        | 63,91        |
|                | Alain Grepinet    | RPR            | 1 051        | 20,38        |
|                | Roger Gianesello  | FN             | 572          | 11,09        |
|                | Guy Magliocco     | PCF            | 238          | 4,62         |
|                |                   |                |              |              |
| Inscrits       | Inscrits          | Inscrits       | 8 038        | 100,00       |
| Abstention     | Abstention        | Abstention     | 2 561        | 31,86        |
| Votants        | Votants           | Votants        | 5 477        | 68,14        |
| Blancs et nuls | Blancs et nuls    | Blancs et nuls | 320          | 5,84         |
| Exprimés       | Exprimés          | Exprimés       | 5 157        | 94,16        |

*sortant

### Canton de La Roche-sur-Foron
| Candidats      | Candidats        | Étiquette      | Premier tour | Premier tour |
| Candidats      | Candidats        | Étiquette      | Voix         | %            |
| -------------- | ---------------- | -------------- | ------------ | ------------ |
|                | Joseph Fournier* | UDF            | 3 586        | 55,70        |
|                | Florent Gintz    | FN             | 986          | 15,32        |
|                | Dominique Burdin | Verts          | 896          | 13,92        |
|                | Brigitte Betend  | PS             | 757          | 11,76        |
|                | Guy Sueur        | PCF            | 213          | 3,31         |
|                |                  |                |              |              |
| Inscrits       | Inscrits         | Inscrits       | 9 710        | 100,00       |
| Abstention     | Abstention       | Abstention     | 2 950        | 30,38        |
| Votants        | Votants          | Votants        | 6 760        | 69,62        |
| Blancs et nuls | Blancs et nuls   | Blancs et nuls | 322          | 4,76         |
| Exprimés       | Exprimés         | Exprimés       | 6 438        | 95,24        |

*sortant

### Canton de Saint-Gervais-les-Bains
| Candidats      | Candidats            | Étiquette      | Premier tour | Premier tour | Second tour | Second tour |
| Candidats      | Candidats            | Étiquette      | Voix         | %            | Voix        | %           |
| -------------- | -------------------- | -------------- | ------------ | ------------ | ----------- | ----------- |
|                | Robert Fournier*     | DVD            | 1 830        | 29,61        | 2 738       | 53,91       |
|                | Jean-Marc Peillex    | DVD            | 1 137        | 18,40        | 2 341       | 46,09       |
|                | Maurice Revenaz      | DVD            | 708          | 11,46        |             |             |
|                | Thierry Vannier      | FN             | 680          | 11,00        |             |             |
|                | Gabriel Grandjacques | PS             | 633          | 10,24        |             |             |
|                | Gilbert Perrin       | PCF            | 616          | 9,97         |             |             |
|                | Christophe Peray     | Verts          | 576          | 9,32         |             |             |
|                |                      |                |              |              |             |             |
| Inscrits       | Inscrits             | Inscrits       | 9 867        | 100,00       | 9 866       | 100,00      |
| Abstention     | Abstention           | Abstention     | 3 445        | 34,91        | 4 170       | 42,27       |
| Votants        | Votants              | Votants        | 6 422        | 65,09        | 5 696       | 57,73       |
| Blancs et nuls | Blancs et nuls       | Blancs et nuls | 242          | 3,77         | 617         | 10,83       |
| Exprimés       | Exprimés             | Exprimés       | 6 180        | 96,23        | 5 079       | 89,17       |

*sortant

### Canton de Saint-Jeoire
| Candidats      | Candidats                | Étiquette      | Premier tour | Premier tour | Second tour | Second tour |
| Candidats      | Candidats                | Étiquette      | Voix         | %            | Voix        | %           |
| -------------- | ------------------------ | -------------- | ------------ | ------------ | ----------- | ----------- |
|                | Jean-Marc Chavanne*      | RPR            | 1 151        | 30,55        | 2 238       | 66,65       |
|                | François Cheneval-Pallud | DVD            | 583          | 15,47        | 1 120       | 33,35       |
|                | Gilbert Mogeon           | DVD            | 448          | 11,89        |             |             |
|                | Claudette Felisaz        | DVD            | 317          | 8,41         |             |             |
|                | Gilles Rochard           | FN             | 316          | 8,39         |             |             |
|                | René Panisset            | DVD            | 310          | 8,23         |             |             |
|                | Francois Libersa         | Verts          | 219          | 5,81         |             |             |
|                | Michel Allamand          | PS             | 172          | 4,56         |             |             |
|                | Jean-Francois Bastard    | DVD            | 127          | 3,37         |             |             |
|                | Alain Magliocco          | PCF            | 125          | 3,32         |             |             |
|                |                          |                |              |              |             |             |
| Inscrits       | Inscrits                 | Inscrits       | 5 487        | 100,00       | 5 487       | 100,00      |
| Abstention     | Abstention               | Abstention     | 1 592        | 29,01        | 1 923       | 35,05       |
| Votants        | Votants                  | Votants        | 3 895        | 70,99        | 3 564       | 64,95       |
| Blancs et nuls | Blancs et nuls           | Blancs et nuls | 127          | 3,26         | 206         | 5,78        |
| Exprimés       | Exprimés                 | Exprimés       | 3 768        | 96,74        | 3 358       | 94,22       |

*sortant

### Canton de Saint-Julien-en-Genevois
| Candidats      | Candidats        | Étiquette      | Premier tour | Premier tour | Second tour | Second tour |
| Candidats      | Candidats        | Étiquette      | Voix         | %            | Voix        | %           |
| -------------- | ---------------- | -------------- | ------------ | ------------ | ----------- | ----------- |
|                | Gaston Maurel*   | PS             | 3 742        | 42,70        | 4 369       | 58,90       |
|                | Marc Favre       | RPR            | 2 684        | 30,63        | 3 049       | 41,10       |
|                | Joseph Grillet   | Verts          | 1 204        | 13,74        |             |             |
|                | Jean-Paul Selles | FN             | 909          | 10,37        |             |             |
|                | Bernard Monet    | PCF            | 225          | 2,57         |             |             |
|                |                  |                |              |              |             |             |
| Inscrits       | Inscrits         | Inscrits       | 14 590       | 100,00       | 14 587      | 100,00      |
| Abstention     | Abstention       | Abstention     | 5 516        | 37,81        | 6 843       | 46,91       |
| Votants        | Votants          | Votants        | 9 074        | 62,19        | 7 744       | 53,09       |
| Blancs et nuls | Blancs et nuls   | Blancs et nuls | 310          | 3,42         | 326         | 4,21        |
| Exprimés       | Exprimés         | Exprimés       | 8 764        | 96,58        | 7 418       | 95,79       |

*sortant

### Canton de Samoëns
| Candidats      | Candidats             | Étiquette      | Premier tour | Premier tour | Second tour | Second tour |
| Candidats      | Candidats             | Étiquette      | Voix         | %            | Voix        | %           |
| -------------- | --------------------- | -------------- | ------------ | ------------ | ----------- | ----------- |
|                | Adelin Malgrand*      | UDF            | 987          | 48,55        | 1 139       | 59,29       |
|                | Claude Castor         | DVD            | 352          | 17,31        | 782         | 40,71       |
|                | Andrée Renaud Guellec | DVD            | 314          | 15,45        | Retrait     | Retrait     |
|                | Daniel Scheppler      | Verts          | 168          | 8,26         |             |             |
|                | Cédric Grevaz         | FN             | 164          | 8,07         |             |             |
|                | Louis Olearain        | PCF            | 48           | 2,36         |             |             |
|                |                       |                |              |              |             |             |
| Inscrits       | Inscrits              | Inscrits       | 2 972        | 100,00       | 2 972       | 100,00      |
| Abstention     | Abstention            | Abstention     | 864          | 29,07        | 953         | 32,07       |
| Votants        | Votants               | Votants        | 2 108        | 70,93        | 2 019       | 67,93       |
| Blancs et nuls | Blancs et nuls        | Blancs et nuls | 75           | 3,56         | 98          | 4,85        |
| Exprimés       | Exprimés              | Exprimés       | 2 033        | 96,44        | 1 921       | 95,15       |

*sortant

### Canton de Thones
| Candidats      | Candidats         | Étiquette      | Premier tour | Premier tour |
| Candidats      | Candidats         | Étiquette      | Voix         | %            |
| -------------- | ----------------- | -------------- | ------------ | ------------ |
|                | Jean-Paul Amoudry | UDF            | 4 704        | 85,48        |
|                | Guy Perrillat     | FN             | 602          | 10,94        |
|                | Patrick Rossillon | PCF            | 197          | 3,58         |
|                |                   |                |              |              |
| Inscrits       | Inscrits          | Inscrits       | 8 184        | 100,00       |
| Abstention     | Abstention        | Abstention     | 2 307        | 28,19        |
| Votants        | Votants           | Votants        | 5 877        | 71,81        |
| Blancs et nuls | Blancs et nuls    | Blancs et nuls | 374          | 6,36         |
| Exprimés       | Exprimés          | Exprimés       | 5 503        | 93,64        |

### Canton de Thonon-les-Bains-Est
| Candidats      | Candidats         | Étiquette      | Premier tour | Premier tour | Second tour | Second tour |
| Candidats      | Candidats         | Étiquette      | Voix         | %            | Voix        | %           |
| -------------- | ----------------- | -------------- | ------------ | ------------ | ----------- | ----------- |
|                | Paul Neuraz       | UDF            | 4 635        | 25,73        | 6 320       | 41,15       |
|                | Yves Sautier*     | UDF            | 4 095        | 22,73        | 4 463       | 29,06       |
|                | Jacques Maylander | Verts          | 3 019        | 16,76        | 4 576       | 29,79       |
|                | Daniel Lacroix    | FN             | 2 767        | 15,36        |             |             |
|                | Jacques Mange     | PS             | 1 681        | 9,33         |             |             |
|                | Louis Biord       | PCF            | 975          | 5,41         |             |             |
|                | Norbert Martinet  | DVD            | 844          | 4,68         |             |             |
|                |                   |                |              |              |             |             |
| Inscrits       | Inscrits          | Inscrits       | 29 643       | 100,00       | 29 643      | 100,00      |
| Abstention     | Abstention        | Abstention     | 10 615       | 35,81        | 13 351      | 45,04       |
| Votants        | Votants           | Votants        | 19 028       | 64,19        | 16 292      | 54,96       |
| Blancs et nuls | Blancs et nuls    | Blancs et nuls | 1012         | 5,32         | 933         | 5,73        |
| Exprimés       | Exprimés          | Exprimés       | 18 016       | 94,68        | 15 359      | 94,27       |

*sortant